# Branislav Pokrajac
Branislav Pokrajac (magyar átírással Braniszlav Pokrajac, cirill írással Бранислав Покрајац, Belgrád, 1947. január 27. – Belgrád, 2018. április 5.) a jugoszláv és szerb kézilabda egy meghatározó alakja. Azon kevés személyek egyike, akik nemcsak játékosként, hanem edzőként is olimpiai bajnoki címet szereztek.

## Pályafutása játékosként
Pokrajac 1947. január 27-én született Belgrádban. Tizenöt esztendeig tartó pályafutása alatt olyan csapatokban szerepelt, mint az ORK Beograd, RK Crvena Zvezda és ŽRK Dinamo Pančevo. Tizenegy éven át volt tagja a jugoszláv felnőtt válogatottnak, amelynek színeiben 180 mérkőzésen 510 gólt szerzett. Három világbajnokságon szerepelt hazája színeiben, 1967-ben Svédországban, 1970-ben Franciaországban és 1974-ben az NDK-ban. E két utóbbi világversenyen bronzérmeket nyert csapatával. Két olimpián is szerepelt a plávik színeiben 1972-ben, Münchenben aranyérmet szerzett válogatottjával, míg 1976-ban, Montrealban 5. helyezett lett.
1974-ben és 1975-ben az IHF (Nemzetközi Kézilabda-szövetség) világválogatottjába is bekerült, s pályára lépett e csapat 1974-es ljubljanai és 1975-ös dortmundi mérkőzésén.

## Pályafutása edzőként
Hat éven át, 1974 és 1980 között irányította a Dinamo Pančevo csapatát. Ezt követően 1981-ben, majd az 1993-1994-es idényben az RK Crvena Zvezda vezetőedzője volt. 1997-ben az RK Lovćen Cetinje szakmai munkájáért felelt, míg a 2006 tavaszi évadban az RK Partizant irányította. Ez utóbbi gárdánál másfél éves megállapodást kötött, de egy, a bajnokságban a  Crvena Zvezdatól elszenvedett vereséget követően 2006 májusában közös megegyezéssel szerződést bontottak vele.
A hazai csapatok mellett, a párizsi Créteil-t 1989 és 1991, míg a portugál FC Portót 2001 és 2003 között irányította. Ez utóbbi csapattal két bajnoki címet nyert, valamint Szuperkupa-győztes lett 2003-ban. 2010-ben visszatért korábbi sikerei helyszínére, Portugáliába, s a 2009-2010-es szezonban Challenge-kupát nyerő, ám az idényt igencsak gyengén kezdő Sporting Cp vezetőedzője lett. 1980 és 1984 között Jugoszlávia szövetségi kapitánya volt. Az 1982-es NSZK-ban rendezett világbajnokságon ezüstérmes lett csapatával (a döntőben Szovjetunió-Jugoszlávia: 30:27), míg az 1984-es Los Angeles-i Olimpián aranyéremig vezette a délszlávokat. Hosszabb kihagyást követően 2001-ben ismét egy világeseményen irányította Jugoszláviát (Jugoszláv Szövetségi Köztársaság), ahol bronzérmet nyert válogatottjával. 1998 és 1999 között a Jugoszláv férfi-kézilabda válogatott szakmai igazgatójának szerepét látta el. E kétéves periódus alatt, amíg e funkciót ellátta a szerb edző, számos értékes eredményt értek el a jugoszláv válogatottak. Az 1998-as ausztriai junior Európa-bajnokságon ezüstérmes lett Jugoszlávia, a Novi Sad-i (újvidéki) egyetemi kézilabda-világbajnokságon aranyérmes lett a balkáni válogatott, az 1999-es felnőtt férfi kézilabda-világbajnokságon bronzérmes lett a délszláv férfi csapat.
Játékosként, vezetőedzőként és szakmai igazgatóként Pokrajac 9 trófeát szerzett csapataival. Vlagyimir Makszimov mellett az egyetlen, aki nemcsak játékosként, hanem vezetőedzőként is olimpiai aranyérmet nyert.
Jugoszlávia mellett számos más nemzeti válogatott munkáját is irányította. 1985-ben Spanyolország, 1988-ban az Amerikai Egyesült Államok, 1999-ben Egyiptom, 2003 és 2005 között pedig Katar szövetségi kapitányaként dolgozott.
1971-ben a Belgrádi Testnevelési Egyetemen diplomát, 1983-ban pedig doktori címet szerzett.
A kézilabda iránti elkötelezettségét két könyvvel is jelezte. Az első munkája a „Kako smo osvojili zlato” (magyar fordítása: Hogyan nyertünk aranyat) címet viseli, amely az 1972-es müncheni aranyérem megnyerésének körülményeit mutatja be (megjelenési ideje: 1973). A második könyve a „Moje trenersko iskustvo” (magyarul: Tapasztalataim edzőként), amely betekintést nyújt a sikerbe és egészséges életmódba (megjelenési ideje: 1995).

## Halála
71 éves korában, szülővárosában, Belgrádban hunyt el 2018. április 5-én.

## Edzői pályafutásának főbb állomásai
- Dinamo Pančevo (ma szerb) férfi kézilabda-csapatának vezetőedzője (1974-1980)
- Jugoszlávia férfi nemzeti válogatottjának vezetőedzője (1980-1984 és 2000. november-2001 év vége)
- RK Crvena Zvezda (ma szerb) férfi kézilabda-csapatának vezetőedzője (1981 és 1993/1994-es idény)
- Spanyolország férfi nemzeti válogatottjának vezetőedzője (1985)
- Amerikai Egyesült Államok férfi nemzeti válogatottjának vezetőedzője (1988)
- Créteil férfi kézilabda-csapatának vezetőedzője (1989-1991)
- Lovćen Cetinje (ma montenegrói) férfi kézilabda-csapatának vezetőedzője (1997)
- Egyiptom férfi nemzeti válogatottjának vezetőedzője (1999 márciusa)
- Fc Porto férfi kézilabda-csapatának vezetőedzője (2001-2003)
- Katar férfi nemzeti válogatottjának vezetőedzője (2003-2005)
- RK Partizan (ma szerb) férfi kézilabda-csapatának vezetőedzője (2006 tavaszi idény)
- Sporting Cp férfi kézilabda-csapatának vezetőedzője (2010. november-)

## Eredményei játékosként

### Jugoszlávia

#### Világbajnokság
- - 1967 Svédország: - 7. hely
  - 1970 Franciaország: - 3. hely 
  - 1974 NDK: - 3. hely

#### Olimpia
- - 1972 München: - 1. hely 
  - 1976 Montreal: - 5. hely

## Eredményei edzőként

### Jugoszlávia

#### Világbajnokság
- - 1982 NSZK: - 2. hely 
  - 2001 Franciaország: - 3. hely

#### Olimpia
- - 1984 Los Angeles: - 1. hely

### Fc Porto
- - 2 portugál bajnoki aranyérem: 2001/2002; 2002/2003
  - 1 portugál szuperkupa aranyérem: 2002/2003